# Tetheopsis
Tetheopsis — рід вимерлих ссавців ряду диноцерат (Dinocerata). Тварина існувала в еоцені в Північній Америці. Скам'янілості відомі зі штату Вайомінг у США.